# Heidengebirge
Der Begriff Heidengebirge ist seit dem 19. Jahrhundert für Gesteinsschichten mit archäologischem Fundmaterial aus dem prähistorischen Bergbau in Hallstatt (Oberösterreich) belegt.
Er bezeichnet Einschlüsse von prähistorischem Betriebsabfall im Fels, welcher in den ehemaligen Hohlräumen wie Stollen oder Abbauhallen zurückgelassen wurden. Durch den Bergdruck wurden diese Hohlräume im Laufe der Zeit in der Regel wieder verschlossen, sodass sich von ihnen nur die zusammengepresste Schicht des Abfalls erhalten hat. Das Heidengebirge zeichnet sich heute im Fels als dunkles Band ab. Es beinhaltet unter anderem abgebrannte Leuchtspäne, zerbrochenes Arbeitsmaterial, Essensreste, menschliche Exkremente und nicht förderwürdiges Gestein. Da in der Hallstattzeit (also der älteren Eisenzeit) kleinteiliges Salz anders als in der Bronzezeit nicht als förderwürdig galt, wurde es in den Gruben dieser Zeitstellung ebenfalls als Abfall zurückgelassen. Dadurch ist das hallstatt- bzw. eisenzeitliche Heidengebirge, das man aufgrund seiner Durchsetzung mit ebendiesem Salz auch als kerniges Heidengebirge bezeichnet, leicht vom bronzezeitlichen Heidengebirge zu unterscheiden.